# Isabelle de Valois (1348–1372)
Isabelle de Valois (auch Isabella von Frankreich, französisch Isabelle de France; * 1. Oktober 1348 in Vincennes; † 11. September 1372 in Pavia) war eine französische Prinzessin und die erste Gattin von Gian Galeazzo Visconti, dem späteren Herzog von Mailand.

## Leben
Isabelle war die jüngste Tochter des französischen Königs Johann II. von Frankreich und seiner ersten Gattin Jutta von Luxemburg. Ihr Onkel mütterlicherseits, Graf Amadeus VI. von Savoyen, arrangierte ihre Ehe mit Gian Galeazzo Visconti. Dessen Vater Galeazzo II. Visconti bot nämlich die Zahlung von 100.000 Florin an, wenn sein Sohn die Hand der französischen Königstochter erhielte; und dies kam Johann II. sehr gelegen, da er sich wegen  der Kosten des Hundertjährigen Kriegs in Geldnöten befand. Die Hochzeit des Brautpaars fand im Oktober 1360 in Mailand statt. Zu diesem Zeitpunkt war Isabelle erst elf und ihr Gemahl neun Jahre alt. Als Mitgift erhielt Isabelle die Grafschaft Sommières, die 1361 gegen die Grafschaft Vertus getauscht wurde. Aus der Ehe gingen vier Kinder hervor, von denen drei früh starben:
- Gian Galeazzo II. Visconti (* 1366; † vor 1376)
- Azzone Visconti (* 1368 in Pavia; † 4. Oktober 1381 in Pavia)
- Valentina Visconti (* 1371 in Pavia; † 14. Dezember 1408 im Schloss Blois)
- Carlo Visconti (* 11. September 1372 in Pavia; † 1373 in Pavia)

An den Folgen der Geburt ihres vierten Kindes starb Isabelle am 11. September 1372 im Alter von nur 23 Jahren in Pavia. Ebendort wurde sie in der Kirche San Francesco beigesetzt.